# مسعود ریگی
مسعود ریگی (زادهٔ ۳ اسفند ۱۳۶۹) بازیکن فوتبال اهل ایران است که در پست هافبک دفاعی برای باشگاه فجر سپاسی در لیگ برتر خلیج فارس بازی می‌کند.
وی سابقه بازی در باشگاه های پیام مخابرات، فجر سپاسی، بادران، شهر خودرو، استقلال، سپاهان و پرسپولیس را دارد.

## عملکرد باشگاهی

### پدیده مشهد
ریگی که پیش از این سابقه بازی در تیم فجرسپاسی و بادران را داشت، پس از توافق با مسئولان پدیده با این تیم قراردادی یک‌ساله برای لیگ برتر ۹۸–۱۳۹۷ بست. اولین بازی او برای پدیده در مقابل تیم پرسپولیس بود، که پدیده آن بازی را با نتیجه ۰–۱ واگذار کرد. اولین گل وی نیز در بازی با نفت مسجدسلیمان بود که پدیده در آن بازی ۰–۳ پیروز شد.

### استقلال تهران
ریگی پس از درخشش در شهرخودرو در ۲ تیر ۱۳۹۸ با استقلال قرارداد ۲ ساله امضا کرد.

### سپاهان اصفهان
ریگی در ۶ شهریور ۱۴۰۰ با سپاهان قراردادی ۲ ساله امضا کرد.

### پرسپولیس تهران
وی در ۱۵ تیر ۱۴۰۲ با قراردادی ۲ ساله به پرسپولیس پیوست.

ریگی با پرسپولیس در همان فصل اول توانست به قهرمانی لیگ برتر برسد تا این اولین قهرمانی او با تیم هایش در لیگ برتر باشد او در قهرمانی تیمش نقش مهمی را در هفته های پایانی ایفا کرد و توانست در هفته بیست و نهم گل پیروزی بخش پرسپولیس را در برابر شمس آذر به ثمر برساند تا پرسپولیس صدر جدول را حفظ کند.

### فجر سپاسی
مسعود ریگی در ۷ مرداد ۱۴۰۴ با قراردادی یکساله به فجر سپاسی پیوست.

## آمار باشگاهی
تا تاریخ ۲۷ مرداد ۱۴۰۴
|                 |                 | لیگ  | لیگ | جام      | جام      | قاره‌ای | قاره‌ای | مجموع | مجموع |
| فصل             | باشگاه          | بازی | گل  | بازی     | گل       | بازی   | گل     | بازی  | گل    |
| —               | —               | لیگ  | لیگ | جام حذفی | جام حذفی | آسیا   | آسیا   | مجموع | مجموع |
| --------------- | --------------- | ---- | --- | -------- | -------- | ------ | ------ | ----- | ----- |
| ۲۰۱۱–۲۰۱۲       | فجر سپاسی       | ۳    | ۰   | ۲        | ۰        | –      | –      | ۵     | ۰     |
| ۲۰۱۲–۲۰۱۳       | فجر سپاسی       | ۷    | ۰   | ۱        | ۰        | –      | –      | ۸     | ۰     |
| ۲۰۱۳–۲۰۱۴       | فجر سپاسی       | ۱۹   | ۱   | ۱        | ۰        | –      | –      | ۲۰    | ۱     |
| ۲۰۱۴–۲۰۱۵       | فجر سپاسی       | ۱۸   | ۰   | ۰        | ۰        | –      | –      | ۱۸    | ۰     |
| ۲۰۱۵–۲۰۱۶       | فجر سپاسی       | ۳۴   | ۱   | ۰        | ۰        | –      | –      | ۳۴    | ۱     |
| ۲۰۲۵–۲۰۲۶       | فجر سپاسی       | ۱    | ۰   | ۰        | ۰        | –      | –      | ۱     | ۰     |
| مجموع فجر سپاسی | مجموع فجر سپاسی | ۸۲   | ۲   | ۴        | ۰        | –      | –      | ۸۶    | ۲     |
| ۲۰۱۶–۲۰۱۷       | بادران          | ۲۶   | ۳   | ۰        | ۰        | –      | –      | ۲۶    | ۳     |
| ۲۰۱۷–۲۰۱۸       | بادران          | ۳۲   | ۴   | ۳        | ۱        | –      | –      | ۳۵    | ۵     |
| مجموع بادران    | مجموع بادران    | ۵۸   | ۷   | ۳        | ۱        | –      | –      | ۶۱    | ۸     |
| ۲۰۱۸–۲۰۱۹       | پدیده           | ۳۰   | ۱   | ۲        | ۰        | –      | –      | ۳۲    | ۱     |
| مجموع پدیده     | مجموع پدیده     | ۳۰   | ۱   | ۲        | ۰        | –      | –      | ۳۲    | ۱     |
| ۲۰۱۹–۲۰۲۰       | استقلال         | ۲۶   | ۱   | ۵        | ۰        | ۷      | ۰      | ۳۸    | ۱     |
| ۲۰۲۰–۲۰۲۱       | استقلال         | ۲۶   | ۰   | ۵        | ۰        | ۶      | ۰      | ۳۷    | ۰     |
| مجموع استقلال   | مجموع استقلال   | ۵۲   | ۱   | ۱۰       | ۰        | ۱۳     | ۰      | ۷۵    | ۱     |
| ۲۰۲۱–۲۰۲۲       | سپاهان          | ۲۳   | ۰   | ۱        | ۰        | ۳      | ۰      | ۲۷    | ۰     |
| ۲۰۲۲–۲۰۲۳       | سپاهان          | ۲۸   | ۱   | ۲        | ۰        | ۰      | ۰      | ۳۰    | ۱     |
| مجموع سپاهان    | مجموع سپاهان    | ۵۱   | ۱   | ۳        | ۰        | ۳      | ۰      | ۵۷    | ۱     |
| ۲۰۲۳–۲۰۲۴       | پرسپولیس        | ۳۰   | ۱   | ۲        | ۰        | ۶      | ۰      | ۳۸    | ۱     |
| ۲۰۲۴–۲۰۲۵       | پرسپولیس        | ۱۶   | ۰   | ۲        | ۱        | ۸      | ۰      | ۲۶    | ۱     |
| مجموع پرسپولیس  | مجموع پرسپولیس  | ۴۶   | ۱   | ۴        | ۱        | ۱۴     | ۰      | ۶۴    | ۲     |
| مجموع آمار      | مجموع آمار      | ۳۱۹  | ۱۳  | ۲۶       | ۲        | ۳۰     | ۰      | ۳۷۵   | ۱۵    |

## افتخارات

### باشگاهی

#### استقلال
- لیگ برتر خلیج فارس
  - نایب‌قهرمان (۱): ۱۳۹۹–۱۳۹۸
- جام حذفی ایران
  - نایب‌قهرمان (۲): ۱۳۹۹–۱۳۹۸، ۱۴۰۰–۱۳۹۹

#### سپاهان
- لیگ برتر خلیج فارس
  - نایب‌قهرمان (۱): ۱۴۰۲–۱۴۰۱

#### پرسپولیس
- لیگ برتر خلیج فارس
  - قهرمان (۱): ۰۳–۱۴۰۲